# ハロルド・キトソン
ハロルド・キトソン（Harold Kitson, 1874年6月17日 - 1951年11月30日）は、南アフリカ・クワズール・ナタール州リッチモンド出身の男子テニス選手。フルネームは Harold Austin Kitson （ハロルド・オースティン・キトソン）といい、愛称の「ハリー・キトソン」（Harry Kitson）で文献に記載されることも多い。

## 来歴
南アフリカにおけるテニスの黎明期を築き、1912年ストックホルムオリンピックで男子シングルス銀メダル・男子ダブルス金メダルを獲得した選手として知られる。彼は1908年ロンドンオリンピックにも参加記録があり、当地最初の本格的なテニス選手として活動した。
南アフリカが近代オリンピックに初参加したのは、1904年セントルイスオリンピックからであった。1908年のロンドン五輪における南アフリカ選手団は総計14名で、その中に3人の男子テニス選手が含まれていた。当地最初のオリンピックテニス代表選手は、ハロルド・キトソン（当時34歳）、ビクター・ゴーントレット（当時23歳）、ジョン・P・リチャードソン（当時34歳）の3人であった。ロンドン五輪におけるキトソンの初挑戦は、シングルスは初戦敗退であったが、ゴーントレットと組んだ男子ダブルスでイギリス代表のチャールズ・ディクソン＆クレメント・カザレット組との準々決勝まで進出した。ロンドン五輪の男子シングルスでは、リチャードソンがベスト4まで勝ち進んだ。
1912年のストックホルム五輪では、南アフリカ選手団は21人に増えた。男子テニス選手3名のうち、キトソンだけがロンドン五輪からの2回連続出場で、チャールズ・ウィンスロー（当時24歳）とエリック・タプスコット（当時18歳）の2名が初出場した。14歳年下のウィンスローと組んで、38歳のキトソンはストックホルムで活躍した。男子シングルスではキトソンとウィンスローが同国人選手どうしの決勝対決を実現させ、キトソンはウィンスローに 5-7, 6-4, 8-10, 6-8 で敗れて銀メダルになった。男子ダブルスでは、キトソンとウィンスローのペアが決勝でオーストリア代表のアルトゥール・ツボーツィル＆フェリックス・パイプス組を 4-6, 6-1, 6-2, 6-2 で破って金メダルを獲得した。こうしてキトソンとウィンスローは、南アフリカ選手団に3つの金メダルをもたらした。
オリンピックの競技成績以外では、キトソンがどのような生涯を送ったかについてはほとんど分かっていない。ストックホルムで2つのオリンピックメダルを獲得してから39年後、ハロルド・キトソンは1951年11月30日にクワズール・ナタール州ウムコマースにて77歳で亡くなった。